# UltraStar

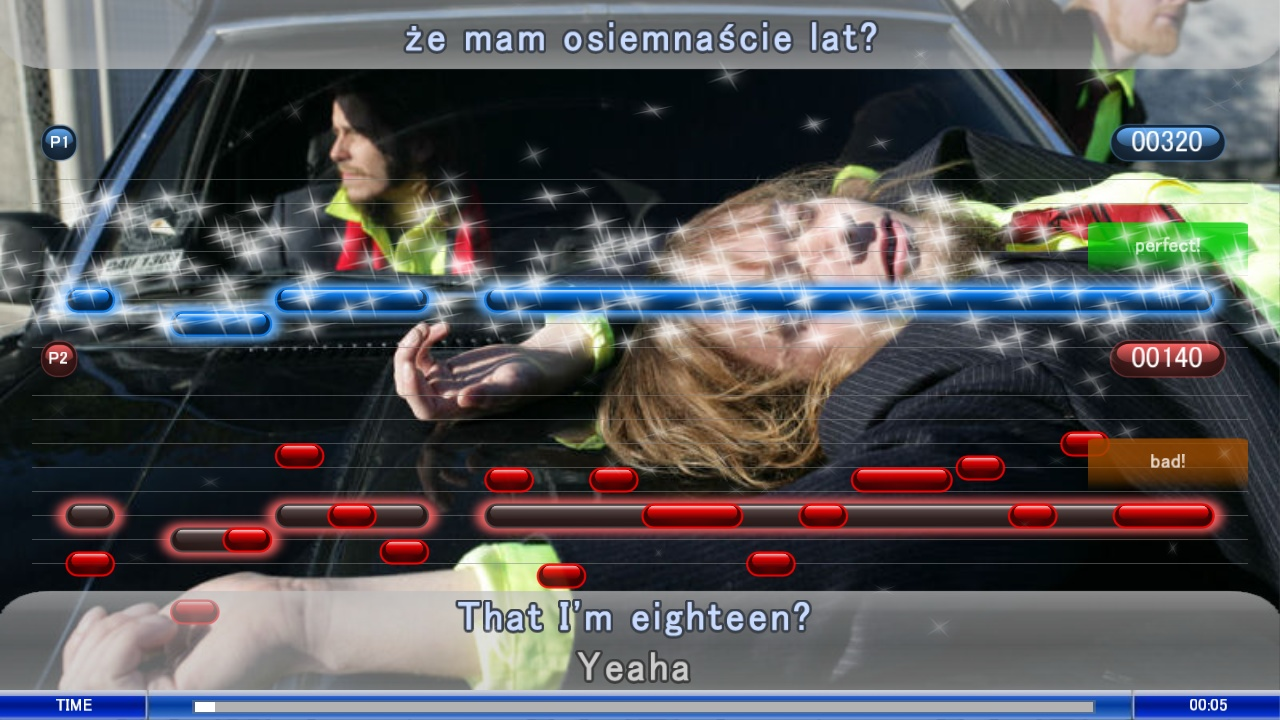
UltraStar 0.8.2

UltraStar es un juego de ordenador de karaoke que emula el popular juego SingStar de la plataforma PlayStation. UltraStar permite a uno o varios jugadores ganar puntos cantando una canción, concordando con las notas y la letra de la canción original. El tono se muestra en color azul, y hay que rellenar las líneas. Cuanto mejor sea el tono, más puntos se consiguen. El juego permite a varias personas jugar a la vez mediante la conexión de varios micrófonos a una tarjeta de sonido. El juego permite añadir otras canciones, por carpetas que contienen la música, la letra, los videos y las notas de la canción. Juntos a estos archivos pueden ir la foto de la carátula del CD y el videoclip. Estas carpetas pueden descargarse por programas tipo p2p, como eMule, BitTorrent, o del modo más fácil y práctico: en páginas webs como http://ultrastar-es.org/ (Ultrastar España) se pueden encontrar canciones, aprender a crearlas y subirlas, o pedirlas. El juego trae consigo la demo de la canción "Superstar", de Jamelia.
Este juego cada día tiene más adeptos gracias a que el karaoke es algo muy extendido entre la gente, una forma de ocio o diversión o para otros usuarios es el sueño de ser cantante por unos momentos. UltraStar es fácilmente configurable y con una interfaz muy sencilla e intuitiva para el usuario que además es sumamente parecida a la del SingStar.

El 28 de septiembre de 2012, el equipo de ultrastar lanza su última versión 1.0.2, la cual pasaría al olvido, sin llegar a renovar el dominio de su web oficial www.ultrastargame.com 
Otras comunidades como UltraStar España continuaron su desarrollo creando una nueva versión llamada UltraStar WorldParty.